# Bihar
Bihar (hindi बिहार, trb. Bihar, trl. Bihār; ang. Bihar) – stan w północno-wschodnich Indiach ze stolicą w Patnie.
Bihar graniczy na północy z Nepalem. Na zachodzie ze stanem Uttar Pradesh, Jharkhand na południu i z Bengalem Zachodnim na wschodzie. Stan jest położony na żyznej równinie Gangesu. Jest to trzeci pod względem liczby ludności stan indyjski (2011; utrzymał pozycję od 2001). 

## Podział administracyjny
Stan Bihar dzieli się na następujące okręgi:

| 1. Araria 2. Aurangbad 3. Banka 4. Begusarai 5. Bhabhua 6. Bhagalpur 7. Bhojpur 8. Buxar 9. Darbhanga 10. Gaya 11. Gopalganj 12. Jahanabad 13. Jamui 14. Katihar 15. Khagaria 16. Kishanganj 17. Koshi 18. Luckeesarai 19. Madhepura | 1. Madhubani 2. Munger 3. Muzaffarpur 4. Nalanda 5. Nawada 6. Patna 7. Paschim Champaram 8. Purba Champaran 9. Purnia 10. Rohtas 11. Samastipur 12. Saran 13. Shekhpura 14. Shivhar 15. Sitamarhi 16. Siwan 17. Supaul 18. Vaishali |  |

## Gospodarka
Od roku 2000, kiedy to z Biharu wyodrębniono nowy stan Jharkhand – zasobny w surowce mineralne, gospodarka stanu opiera się głównie na rolnictwie (ze względu na bardzo dobre gleby). Jest to najbiedniejszy ze stanów indyjskich. Region jest często nawiedzany przez susze.

## Religie
Na terenie Biharu znajduje się ważny ośrodek buddyjski – Bodh Gaja. Jest on nazywany Mekką Buddystów.